# فهرست پادشاهان کره
فهرست پادشاهان کره مقالهٔ زیر نشان‌دهندهٔ فهرست فرمانروایان حاکم بر سرزمین کره از ابتدای تاریخ تا پایان آن در سال ۱۹۱۰ میلادی، طبقه‌بندی شده بر اساس دوران حکومت و دودمان است.

## چوسان قدیم

### فرمانروایان اسطوره‌ای اولیه

#### تانگون چوسان[۱]
| شماره | نگاره | نام شاه        | هانجا\هانگول      | دوره حکومت (قبل از میلاد) |
| ----- | ----- | -------------- | ----------------- | ------------------------- |
| ۱     |       | دانگون وانگگوم | 단군왕검 檀君王儉 | 2333–? BCE                |

#### گیجا چوسان[۳]
| شماره | نگاره | نام پیش از پادشاهی | نام     | هانجا\هانگول      | دوران پادشاهی                          |
| ----- | ----- | ------------------ | ------- | ----------------- | -------------------------------------- |
| ۱     |       | جیزی               | گییجا   | 기자 箕子         | ۱۱۲۲(?)–? قبل از میلاد                 |
| ۲     |       | جانگ هیه           | سونگ    | 莊惠王 （장혜왕） | ۱۰۸۲ قبل از میلاد －۱۰۵۷ قبل از میلاد  |
| ۳     |       | گیونگ هیو          | سان     | 敬孝王 （경효왕） | ۱۰۵۷ قبل از میلاد －۱۰۳۰ قبل از میلاد  |
| ۴     |       | گونگ جیونگ         | باک     | 恭貞王 （공정왕） | ۱۰۳۰ قبل از میلاد － ۱۰۰۰ قبل از میلاد |
| ۵     |       | مونمو              | چه آن   | 文武王 （문무왕） | ۱۰۰۰ قبل از میلاد －۹۷۲ قبل از میلاد   |
| ۶     |       | تااِوونگ            | گونگ    | 太原王 （태원왕） | 972BCE－968BCE                         |
| ۷     |       | گی یِنگ چانگ        | چانگ    | 景昌王 （경창왕） | ۹۶۸ قبل از میلاد －۹۵۷ قبل از میلاد    |
| ۸     |       | هیونگ پیونگ        | چه آک   | 興平王 （흥평왕） | ۹۵۷ قبل از میلاد －۹۴۳ قبل از میلاد    |
| ۹     |       | چی اوروی           | جو      | 哲威王 （철위왕） | 943BCE－925BCE                         |
| ۱۰    |       | سیون هیه           | سوک     | 宣惠王 （선혜왕） | 925BCE－896BCE                         |
| ۱۱    |       | آیی یانگ           | سا      | 誼襄王 （의양왕） | 896BCE－843BCE                         |
| ۱۲    |       | مون هیه            | ریون    | 文惠王 （문혜왕） | 843BCE－793BCE                         |
| ۱۳    |       | سئونگ دئوک         | وول     | 盛德王 （성덕왕） | 793BCE－778BCE                         |
| ۱۴    |       | دو هویی            | جیک     | 悼懷王 （도회왕） | ۷۷۸ قبل از میلاد －۷۷۶ قبل از میلاد    |
| ۱۵    |       | مونیول             | یو      | 文烈王 （문열왕） | 776BCE－761BCE                         |
| ۱۶    |       | چانگ گوک           | موک     | 昌国王 （창국왕） | 761BCE－748BCE                         |
| ۱۷    |       | موسیونگ            | پی یانگ | 武成王 （무성왕） | ۷۴۸ قبل از میلاد － ۷۲۲ قبل از میلاد   |
| ۱۸    |       | جیونگ گی یئونگ     | گول     | 貞敬王 （정경왕） | ۷۲۲ قبل از میلاد － ۷۰۳ قبل از میلاد   |
| ۱۹    |       | ناک سیونگ          | هو      | 樂成王 （낙성왕） | ۷۰۳ قبل از － ۶۷۵ قبل از میلاد         |
| ۲۰    |       | هیوجونگ گوجوسان    | جون     | 孝宗王 （효종왕） | ۶۷۵ قبل از میلاد－۶۵۸ قبل از میلاد     |
| ۲۱    |       | چیولو              | هیو     | 天老王 （천효왕） | 658BCE－634BCE                         |
| ۲۲    |       | سودو               | یانگ    | 修道王 （수도왕） | ۶۳۴ قبل از میلاد－۶۱۵ قبل از میلاد     |
| ۲۳    |       | هوییانگ            | آی      | 徽襄王 （휘양왕） | 615BCE－594BCE                         |
| ۲۴    |       | بونگیل             | چه آم   | 奉日王 （봉일왕） | 594BCE－578BCE                         |
| ۲۵    |       | دئوک چانگ          | گون     | 德昌王 （덕창왕） | 578BCE－560BCE                         |
| ۲۶    |       | سوسیونگ            | سوک     | 寿聖王 （수성왕） | 560BCE－519BCE                         |
| ۲۷    |       | یئونگ گیول         | یو      | 英傑王 （영걸왕） | 519BCE－503BCE                         |
| ۲۸    |       | ایل مین            | گانگ    | 逸民王 （일민왕） | ۵۰۳ قبل از میلاد－۴۸۶ قبل از میلاد     |
| ۲۹    |       | جی سه              | هون     | 濟世王 （제세왕） | 486BCE－465BCE                         |
| ۳۰    |       | چیونگ گوک          | پیوک    | 清国王 （청국왕） | 465BCE－432BCE                         |
| ۳۱    |       | دو گوک             | جئونگ   | 導国王 （도국왕） | ۴۳۲ قبل از میلاد－۴۱۳ قبل از میلاد     |
| ۳۲    |       | هیوک سیونگ         | جیل     | 赫聖王 （혁성왕） | 413BCE－385BCE                         |
| ۳۳    |       | هو آرا             | وای     | 謂 (위)           | ۳۸۵ قبل از میلاد－۳۶۹ قبل از میلاد     |
| ۳۴    |       | سه اولمون          | ها      | 說文王 （설문왕） | ۳۶۹ قبل از میلاد －۳۶۱ قبل از میلاد    |
| ۳۵    |       | گی یئونگ سون       | ها      | 慶順王 （경순왕） | ۳۶۱ قبل از میلاد －۳۴۲ قبل از میلاد    |
| ۳۶    |       | گادیوک             | هو      | 嘉德王 （가덕왕） | 342BCE－315BCE                         |
| ۳۷    |       | سامنو              | اوک     | 三老王 （삼효왕） | 315BCE－290BCE                         |
| ۳۸    |       | هی یئون مون        | سوک     | 顯文王 （현문왕） | 290BCE－251BCE                         |
| ۳۹    |       | جانگ پی یئونگ      | یان     | 章平王 （장평왕） | ۲۵۱ قبل از میلاد－۲۳۲ قبل از میلاد     |
| ۴۰    |       | بو                 | بو      | 宗統王 （종통왕） | 232BCE－220BCE                         |
| ۴۱    |       | جون                | جون     | 哀王 （애왕）     | 220BCE－195BCE                         |

#### دورهٔ جانگ دانگیونگ
| شماره | نام امپراتور | به کره‌ای      | دوره حکومت (قبل از میلاد) |
| ----- | ------------ | ------------- | ------------------------- |
| ۴۴    | گومول        | 구물 丘勿     | ۴۲۵–۳۹۶                   |
| ۴۵    | یورو         | 여루 余婁     | ۳۹۶–۳۴۱                   |
| ۴۶    | بوئیول       | 보을 普乙     | ۳۴۱–۲۹۵                   |
| ۴۷    | گویولگا      | 고열가 古列加 | ۲۹۵–۲۳۷                   |

### ویمن چوسان
| شماره | نام                 | هانگول\هانجا  | مدت پادشاهی        |
| ----- | ------------------- | ------------- | ------------------ |
| ۱     | ویمن                | 위만 衛滿     | 194–? BCE          |
| ۲     | ناشناس (فرزند ویمن) | ناشناس        | ?–?                |
| ۳     | اوگو (نوه ویمن)     | 우거왕 右渠王 | ?–۱۰۸ قبل از میلاد |

## بویو
بویو (حدود سده دوم پیش از میلاد ~ ۴۹۴ پس از میلاد) در شمال شرقی چین امروزی حکومت می‌کرد. اگرچه سوابق پراکنده و متناقض هستند، گمان می‌رود که در قرن اول قبل از میلاد، بویوی شرقی جدا شد، و پس از آن بویو اصلی گاهی به عنوان بویو شمالی شناخته می‌شود. بقایای آن توسط پادشاهی همسایه گوگوریو در سال ۴۹۴ تصرف شد.

### بویوی شرقی
| # | پرتره | نام شخصی | نام شخصی        | دوران پادشاهی       | نسبت با پادشاه پیشین |
| # | پرتره | فارسی    | هانگول/هانجا    | دوران پادشاهی       | نسبت با پادشاه پیشین |
| - | ----- | -------- | --------------- | ------------------- | -------------------- |
| ۱ |       | هه بورو  | 해부루 (解夫婁) | ؟ ~؟ ق. م           | بنیان‌گذار پادشاهی    |
| ۲ |       | هه گوموا | 해금와 (解金蛙) | ۴۸~۲۰ ق. م          | پسر هه بورو          |
| ۳ |       | هه تسو   | 해대소 (解臺素) | ۲۰ ق. م ~ ۲۲ میلادی | پسر هه گوموا         |

### گالسا بویو
| # | پرتره | نام             | نام             | دوران حکومت |
| # | پرتره | فارسی           | هانگول/هانجا    | دوران حکومت |
| - | ----- | --------------- | --------------- | ----------- |
| ۱ |       | بنیانگذار گالسا | 갈사왕 (曷思王) | ۲۱ ~ ؟      |
| ؟ |       | هه دودو         | 해도두 (解都頭) | ؟ ~ ۶۸      |

### بویو شمالی
| # | پرتره | نام      | نام                 | دوران حکومت (میلادی) | یادداشت |
| # | پرتره | فارسی    | هانگول/هانجا        | دوران حکومت (میلادی) | یادداشت |
| - | ----- | -------- | ------------------- | -------------------- | --- |
| ؟ |       | بوته     | 부태왕 (夫台王)     | ?–?, 2nd century     | He invaded Xuantu Commandery,but was defeated with a huge loss.                                              |
|   | ···   | ···      | ···                 | ···                  | |
| ? |       | Wigutae  | 위구태왕 (慰仇太王) | ?–?, 2nd century     | Married with Gongsun clan.                                                                                   |
| ? |       | Ganwigeo | 간위거왕 (簡位居王) | ?–?, 3rd century     | He only had illegitimate son Maryeo.                                                                         |
| ? |       | Maryeo   | 마려왕 (麻余王)     | ?–?, 3rd century     | Wigeo holding the post of Daesa led state affairs.Paid tribute to Wei.                                       |
|   | ···   | ···      | ···                 | ···                  | |
| ? |       | Uiryeo   | 의려왕 (依慮王)     | ?–285                | Rose to the throne at the age of six. Committed suicide after a huge defeat after a battle with the Xianbei. |
| ? |       | Uira     | 의라왕 (依羅王)     | 286–?                | Exiled to Okjeo. Restored old territory after getting help from Jin.                                         |
|   | ···   | ···      | ···                 | ···                  | |
| ? |       | Hyeon    | 현왕 (玄王)         | ?–346                | |
| ? |       | Yeoul    | 여울왕 (餘蔚王)     | ?–384                | |
|   | ···   | ···      | ···                 | ···                  | |
| ? |       | Jan      | 잔 (孱)             | ?–494                | |

## شیلا
| شماره | نام فارسی   | نام اصلی       | فرنام (لقب)    | دوره زندگانی (میلادی) | نسبت با امپراتورهای قبلی          | دوره حکومت (میلادی) | پایتخت  |
| ----- | ----------- | -------------- | -------------- | --------------------- | --------------------------------- | ------------------- | ------- |
| ۱     | هیوک‌گوسه    | پارک هیوک‌کوسه  | گوسوگان        | ۶۹ ق م - ۴ م          | مؤسس سلسله شیلا                   | ۵۷ ق م - ۴ م        | سورابول |
| ۲     | نامهه       | پارک نامهه     | چاچاوونگ       | ؟ - ۲۴                | پسر هیوک‌گوسه                      | ۴–۲۴                | سورابول |
| ۳     | یوری        | پارک یوری      | ایساگوم        | ؟ - ۵۷                | پسر نامهه                         | ۲۴–۵۷               | سورابول |
| ۴     | تالهه       | سوک تالهه      | ایساگوم        | ؟ - ۸۰                | شوهر خواهر یوری                   | ۵۷–۸۰               | سورابول |
| ۵     | پاسا        | پارک پاسا      | ایساگوم        | ؟ - ۱۱۲               | پسر یوری                          | ۸۰–۱۱۲              | سورابول |
| ۶     | جیما        | پارک جیما      | ایساگوم        | ؟ - ۱۳۴               | پسر پاسا                          | ۱۱۲–۱۳۴             | سورابول |
| ۷     | ایلسونگ     | پارک ایلسونگ   | ایساگوم        | ؟ - ۱۵۴               | پسر یوری                          | ۱۳۴–۱۵۴             | سورابول |
| ۸     | آدالا       | پارک آدالا     | ایساگوم        | ؟ - ۱۸۴               | پسر ایلسونگ                       | ۱۵۴–۱۸۴             | سورابول |
| ۹     | بولهیو      | سوک بولهیو     | ایساگوم        | ؟ - ۱۹۶               | نوه تالهه                         | ۱۸۴–۱۹۶             | سورابول |
| ۱۰    | نه‌هه        | سوک نه‌هه       | ایساگوم        | ؟ - ۲۳۰               | نوه بولهیو                        | ۱۹۶–۲۳۰             | سورابول |
| ۱۱    | چوبون       | سوک چوبون      | ایساگوم        | ؟ - ۲۴۷               | پسر عموی نه‌هه                     | ۲۳۰–۲۴۷             | سورابول |
| ۱۲    | چومهه       | سوک چومهه      | ایساگوم        | ؟ - ۲۶۱               | برادر چوبون                       | ۲۴۷–۲۶۱             | سورابول |
| ۱۳    | میچو        | کیم میچو       | ایساگوم        | ؟ - ۲۸۴               | اولین پادشاه از خانواده کیم       | ۲۶۲–۲۸۴             | سورابول |
| ۱۴    | یوریه       | سوک یوریه      | ایساگوم        | ؟ - ۲۹۸               | پسر چوبون                         | ۲۸۴–۲۹۸             | سورابول |
| ۱۵    | گیریم       | سوک گیریم      | ایساگوم        | ؟ - ۳۱۰               | برادرزاده یوریه                   | ۲۹۸–۳۱۰             | سورابول |
| ۱۶    | هولهه       | سوک هولهه      | ایساگوم        | ؟ - ۳۵۶               | نوه نه‌هه                          | ۳۱۰–۳۵۶             | سورابول |
| ۱۷    | نه‌مول       | کیم نه‌مول      | ماریپگان       | ؟ - ۴۰۲               | برادرزاده میچو                    | ۳۵۶–۴۰۲             | سورابول |
| ۱۸    | شیلسونگ     | کیم شیلسونگ    | ماریپگان       | ؟ - ۴۱۷               | پسر عموی نه‌مول                    | ۴۰۲–۴۱۷             | سورابول |
| ۱۹    | نولجی       | کیم نولجی      | ماریپگان       | ؟ - ۴۵۸               | پسر نه‌مول                         | ۴۱۷–۴۵۸             | سورابول |
| ۲۰    | جابی        | کیم جابی       | ماریپگان       | ؟ - ۴۷۹               | پسر نولجی                         | ۴۵۸–۴۷۹             | سورابول |
| ۲۱    | سوجی        | کیم سوجی       | ماریپگان       | ؟ - ۵۰۰               | پسر جابی                          | ۴۷۹–۵۰۰             | سورابول |
| ۲۲    | جیجونگ      | کیم چی دائه رو | یئونگ وانگ     | ۴۳۷–۵۱۴               | پسر برادرزاده نولجی               | ۵۰۰–۵۱۴             | سورابول |
| ۲۳    | بوپهونگ     | کیم بوپهونگ    | یئونگ وانگ     | ؟ - ۵۴۰               | پسر جیجونگ                        | ۵۱۴–۵۴۰             | سورابول |
| ۲۴    | جینهونگ     | کیم جینهونگ    | یئونگ وانگ     | ۵۲۶–۵۷۶               | برادرزاده بوپهونگ                 | ۵۴۰–۵۷۶             | سورابول |
| ۲۵    | جینجی       | کیم جینجی      | یئونگ وانگ     | ؟ - ۵۷۹               | پسر جینهونگ                       | ۵۷۶–۵۷۹             | سورابول |
| ۲۶    | جینپیونگ    | کیم جینپیونگ   | پائک چونگ وانگ | ۵۶۷–۶۳۲               | برادرزاده جینجی                   | ۵۷۹–۶۳۲             | سورابول |
| ۲۷    | ملکه سوندوک | کیم دوکمان     | یووانگ         | ؟ - ۶۴۷               | دختر جینپیونگ                     | ۶۳۲–۶۴۷             | سورابول |
| ۲۸    | ملکه جیندوک | کیم سونگمان    | یووانگ         | ؟ - ۶۵۴               | برادرزاده جینپیونگ                | ۶۴۷–۶۵۴             | سورابول |
| ۲۹    | مویول       | کیم چونچو      | ته‌جونگ‌مویول    | ۶۰۴–۶۶۱               | نوه جینجی و خواهرزاده ملکه سوندوک | ۶۵۴–۶۶۱             | سورابول |

## گوگوریو
امپراتوری گوگوریو (۳۷ ق. م ~ ۶۶۸ میلادی) یک پادشاهی از سه پادشاهی کره بود. پادشاهان گوگوریو از عنوان ته‌وانگ («بزرگ‌ترین پادشاه») استفاده می‌کردند.
| #  | پرتره | نام (های) شخصی              | نام (های) شخصی                                      | دوران زندگانی (میلادی) | نام (های) پسامرگ                  | نام (های) پسامرگ                                        | دوران پادشاهی (میلادی) | توضیحات                      | توضیحات                                 |
| #  | پرتره | فارسی                       | هانگول/هانجا                                        | دوران زندگانی (میلادی) | فارسی                             | هانگول/هانجا                                            | دوران پادشاهی (میلادی) | نسبت با پادشاه پیشین         | پایتخت                                  |
| -- | ----- | --------------------------- | --------------------------------------------------- | ---------------------- | --------------------------------- | ------------------------------------------------------- | ---------------------- | ---------------------------- | --------------------------------------- |
| ۱  |       | گو جومونگ گو چومو گو سانگهه | 고주몽 (高朱蒙) 고추모 (高鄒牟) 고상해 (高象解)     | ۵۸ ق. م~۱۹ ق. م        | چوموسونگ دونگمیونگ دونگمیونگ سونگ | 추모성왕 (鄒牟聖王) 동명왕 (東明王) 동명성왕 (東明聖王) | ۱۹ ق. م~۳۷ میلادی      | مؤسس گوگوریو                 | جولبون‌سونگ                              |
| ۲  |       | هه یوری هه یوریو هه نوری    | 해유리 (解琉璃) 해유류 (解孺留) 해누리 (解類利)     | ۳۸ ق. م~۱۸ میلادی      | یوری یوریمیونگ                    | 유리왕 (琉璃王) 유리명왕 (琉璃明王)                     | ۱۹ ق. م~۱۸ میلادی      | پسر دونگ‌میونگ                | جولبون‌سونگ از ۳ میلادی گونگنه‌سونگ       |
| ۳  |       | هه موهیول                   | 해무휼 (解無恤)                                     | ۴~۴۴                   | تموشین ته هه‌جوریو                 | 대무신왕 (大武神王) 대해주류왕 (大解朱留王)             | ۱۸~۴۴                  | پسر یوریمیونگ                | گونگنه‌سونگ                              |
| ۴  |       | هه سکجو                     | 해색주 (解色朱)                                     | ۱۵~۴۸                  | مینجانگ                           | 민중왕 (閔中王)                                         | ۴۴~۴۸                  | پسر یوریمیونگ                | گونگنه‌سونگ                              |
| ۵  |       | هه وو هه ئه‌رو هه مانگنه     | 해우 (解憂) 해애루 (解愛婁) 해막래 (解莫來)         | ۳۰~۵۳                  | موبون                             | 모본왕 (慕本王)                                         | ۴۸~۵۳                  | پسر تموشین                   | گونگنه‌سونگ                              |
| ۶  |       | گو گونگ گو اوسو             | 고궁 (高宮) 고어수 (高於漱)                         | ۴۷~۱۴۶                 | ته‌جو گوکجو                        | 태조[대]왕 (太祖[大]王) 국조왕 (國祖王)                 | ۵۳~۱۴۶                 | نوه یوریمیونگ                | گونگنه‌سونگ                              |
| ۷  |       | گو سوسونگ                   | 고수성 (高遂成)                                     | ۷۱~۱۶۵                 | چاده                              | 차대왕 (次大王)                                         | ۱۴۶~۱۶۵                | برادر ته‌جو                   | گونگنه‌سونگ                              |
| ۸  |       | گو بکگو                     | 고백고 (高伯固) 고백구 (高伯句)                     | ۸۹~۱۷۹                 | شینده                             | 신대왕 (新大王)                                         | ۱۶۵~۱۷۹                | برادر ته‌جو و چاده            | گونگنه‌سونگ                              |
| ۹  |       | گو ناممو                    | 고남무 (高男武)                                     | ؟ ~۱۹۷                 | گگوکچون گوکیانگ                   | 고국천왕 (故國川王) 국양왕 (國襄王)                     | ۱۷۹~۱۹۷                | پسر شینده                    | گونگنه‌سونگ                              |
| ۱۰ |       | گو یونو گو ییمو             | 고연우 (高延優) 고이이모 (高伊夷謨)                 | ؟ ~۲۲۷                 | سانسانگ                           | 산상왕 (山上王)                                         | ۱۹۷~۲۲۷                | پسر شینده                    | گونگنه‌سونگ                              |
| ۱۱ |       | گو وویگو گو ویگونگ گو گیوچه | 고우위거 (高憂位居) 고위궁 (高位宮) 고교체 (高郊彘) | ۲۰۹~۲۴۸                | دونگچون دونگ‌یانگ                  | 동천왕 (東川王) 동양왕 (東襄王)                         | ۲۲۷~۲۴۸                | پسر سانسانگ                  | گونگنه‌سونگ                              |
| ۱۲ |       | گو یونبول                   | 고연불 (高然弗)                                     | ۲۲۱~۲۷۰                | جونگچون جونگ‌یانگ                  | 중천왕 (中川王) 중양왕 (中襄王)                         | ۲۴۸~۲۷۰                | پسر دونگچون                  | گونگنه‌سونگ                              |
| ۱۳ |       | گو یاگرو گو یاگو            | 고약로 (高藥盧) 고약우 (高若友)                     | ؟ ~۲۹۲                 | سوچون سویانگ                      | 서천왕 (西川王) 서양왕 (西襄王)                         | ۲۷۰~۲۹۲                | پسر جونگچون                  | گونگنه‌سونگ                              |
| ۱۴ |       | گو سانگبو گو ساپشیرو        | 고상부 (高相夫) 고삽시루 (高歃矢婁)                 | ؟ ~۳۰۰                 | بونگسانگ چیگال                    | 봉상왕 (烽上王) 치갈왕 (雉葛王)                         | ۲۹۲~۳۰۰                | پسر سوچون                    | گونگنه‌سونگ                              |
| ۱۵ |       | گو اولبول گو اوبول          | 고을불 (高乙弗) 고우불 (高憂弗)                     | ؟ ~۳۳۱                 | میچون هویانگ                      | 미천왕 (美川王) 호양왕 (好壤王)                         | ۳۰۰~۳۳۱                | نوه سوچون                    | گونگنه‌سونگ                              |
| ۱۶ |       | گو سایو گو یو گو سه         | 고사유 (高斯由) 고유 (高劉) 고쇠 (高釗)             | ؟ ~۳۷۱                 | گگوگوون                           | 고국원왕 (故國原王)                                     | ۳۳۱~۳۷۱                | پسر میچون                    | گونگنه‌سونگ                              |
| ۱۷ |       | گو گوبو                     | 고구부 (高丘夫)                                     | ؟ ~۳۸۴                 | سوسوریم                           | 소수림왕 (小獸林王)                                     | ۳۷۱~۳۸۴                | پسر گگوگوون                  | گونگنه‌سونگ                              |
| ۱۸ |       | گو ایریون گو اوجیجی         | 고이련 (高伊連) 고어지지 (高於只支)                 | ؟ ~۳۹۱                 | گگوگ‌یانگ                          | 고국양왕 (故國壤王)                                     | ۳۸۴~۳۹۱                | پسر گگوگوون                  | گونگنه‌سونگ                              |
| ۱۹ |       | گو دامدوک                   | 고담덕 (高談德)                                     | ۳۷۴~۴۱۳                | گوانگ‌گه‌تو بزرگ                    | 광개토왕 (廣開土王)                                     | ۳۹۱~۴۱۳                | پسر گگوگ‌یانگ                 | گونگنه‌سونگ                              |
| ۲۰ |       | گو گوریون گو یون            | 고거련 (高巨連) 고연 (高璉)                         | ۳۹۴~۴۹۱                | جانگسو                            | 장수왕 (長壽王)                                         | ۴۱۳~۴۹۱                | پسر گوانگ‌گه‌تو بزرگ           | گونگنه‌سونگ از ۴۲۷ میلادی پیونگ‌یانگ سونگ |
| ۲۱ |       | گو نائون گو اون             | 고나운 (高羅雲) 고운 (高雲)                         | ؟ ~۵۱۹                 | مونجامیونگ                        | 문자명왕 (文咨明王)                                     | ۴۹۱~۵۱۹                | نوه جانگسو                   | پیونگ‌یانگ سونگ                          |
| ۲۲ |       | گو هونگان گو آن             | 고흥안 (高興安) 고안 (高安)                         | ؟ ~۵۳۱                 | آنجانگ                            | 안장왕 (安藏王)                                         | ۵۱۹~۵۳۱                | پسر مونجامیونگ               | پیونگ‌یانگ سونگ                          |
| ۲۳ |       | گو بویون گو یون             | 고보연 (高寶延) 고연 (高延)                         | ؟ ~۵۴۵                 | آن‌وون                             | 안원왕 (安原王)                                         | ۵۳۱~۵۴۵                | پسر مونجامیونگ               | پیونگ‌یانگ سونگ                          |
| ۲۴ |       | گو پیونگسونگ                | 고평성 (高平成)                                     | ؟ ~۵۵۹                 | یانگ‌وون یانگ‌گانگ                  | 양원왕 (陽原王) 양강왕 (陽崗王)                         | ۵۴۵~۵۵۹                | پسر آن‌وون                    | پیونگ‌یانگ سونگ                          |
| ۲۵ |       | گو یانگسونگ گو یانگ گو تانگ | 고양성 (高陽成) 고양 (高陽) 고탕 (高湯)             | ؟ ~۵۹۰                 | پیونگ‌وون پیونگ‌گانگ                | 평원왕 (平原王) 평강왕(平岡王)                          | ۵۵۹~۵۹۰                | پسر یانگ‌وون                  | پیونگ‌یانگ سونگ                          |
| ۲۶ |       | گو ته‌وون گو وون             | 고태원 (高泰院) 고원 (高元)                         | ؟ ~۶۱۸                 | یونگ‌یانگ پیونگ‌یانگ                | 영양왕 (嬰陽王) 평양왕 (平陽王)                         | ۵۹۰~۶۱۸                | پسر پیونگ‌وون                 | پیونگ‌یانگ سونگ                          |
| ۲۷ |       | گو گونمو گو مو گو سونگ      | 고건무 (高建武) 고무 (高武) 고성 (高成)             | ؟ ~۶۴۲                 | یونگ‌نیو                           | 영류왕 (榮留王)                                         | ۶۱۸~۶۴۲                | پسر پیونگ‌وون                 | پیونگ‌یانگ سونگ                          |
| ۲۸ |       | گو بوجانگ گو جانگ           | 고보장 (高寶藏) 고장 (高藏)                         | ؟ ~۶۶۸                 | ندارد                             | ندارد                                                   | ۶۴۲~۶۶۸                | برادرزاده یونگ‌یانگ و یونگ‌نیو | پیونگ‌یانگ سونگ                          |

## بکجه
پادشاهی بکجه (۱۸ ق. م ~ ۶۶۰ میلادی) یک پادشاهی از سه پادشاهی کره بود. نام‌های پسامرگ همان نام شخصی است مگر طور دیگری ذکر شده باشد. پادشاهان بکجه از عنوان اوراها استفاده می‌کردند.
| #  | پرتره | نام (های) شخصی                          | نام (های) شخصی                                                                  | دوران زندگانی (میلادی) | نام (های) پسامرگ                   | نام (های) پسامرگ                                                                        | دوران پادشاهی (میلادی) | توضیحات              | توضیحات                         |
| #  | پرتره | فارسی                                   | هانگول/هانجا                                                                    | دوران زندگانی (میلادی) | فارسی                              | هانگول/هانجا                                                                            | دوران پادشاهی (میلادی) | نسبت با پادشاه پیشین | پایتخت                          |
| -- | ----- | --------------------------------------- | ------------------------------------------------------------------------------- | ---------------------- | ---------------------------------- | --------------------------------------------------------------------------------------- | ---------------------- | -------------------- | ------------------------------- |
| ۱  |       | بویو اونجو                              | 부여온조 (扶餘溫祚)                                                             | ؟ ~ ۲۸                 | اونجو                              | 온조왕 (溫祚王)                                                                         | ۱۸ ق. م ~ ۲۸ میلادی    | بنیان‌گذار بکجه       | ویریه‌سونگ                       |
| ۲  |       | بویو دارو                               | 부여다루 (扶餘多婁)                                                             | ؟ ~ ۷۷                 | دارو                               | 다루왕 (多婁王)                                                                         | ۲۸ ~ ۷۷                | پسر اونجو            | ویریه‌سونگ                       |
| ۳  |       | بویو گیرو                               | 부여기루 (扶餘己婁)                                                             | ؟ ~ ۱۲۸                | گیرو                               | 기루왕 (己婁王)                                                                         | ۷۷ ~ ۱۲۸               | پسر دارو             | ویریه‌سونگ                       |
| ۴  |       | بویو گه‌رو                               | 부여개루 (扶餘蓋婁)                                                             | ؟ ~ ۱۶۶                | گه‌رو                               | 개루왕 (蓋婁王)                                                                         | ۱۲۸ ~ ۱۶۶              | پسر گیرو             | ویریه‌سونگ                       |
| ۵  |       | بویو چوگو بویو سوگو بویو سوکگو          | 부여초고 (扶餘肖古) 부여소고 (扶餘素古) 부여속고 (扶餘速古)                     | ؟ ~ ۲۱۴                | چوگو سوگو سوکگو                    | 초고왕 (肖古王) 소고왕 (素古王) 속고왕 (速古王)                                         | ۱۶۶ ~ ۲۱۴              | پسر گه‌رو             | ویریه‌سونگ                       |
| ۶  |       | بویو گوسو بویو گویسو                    | 부여구수 (扶餘仇首) 부여귀수 (扶餘貴須)                                         | ؟ ~ ۲۳۴                | گوسو گویسو                         | 구수왕 (仇首王) 귀수왕 (貴須王)                                                         | ۲۱۴ ~ ۲۳۴              | پسر چوگو             | ویریه‌سونگ                       |
| ۷  |       | بویو سابان بویو سابی بویو سای           | 부여사반 (扶餘沙泮) 부여사비 (扶餘沙沸) 부여사이 (扶餘沙伊)                     | ؟ ~ ۲۳۴                | سابان سابی سای                     | 사반왕 (沙泮王) 사비왕 (沙沸王) 사이왕 (沙伊王)                                         | ۲۳۴ (دو ماه)           | پسر گوسو             | ویریه‌سونگ                       |
| ۸  |       | بویو گوی بویو گویی بویو گومو            | 부여고이 (扶餘古爾) 부여구이 (扶餘久爾) 부여고모 (扶餘古慕)                     | ؟ ~ ۲۸۶                | گوی گویی گومو                      | 고이왕 (古爾王) 구이왕 (久爾王) 고모왕 (古慕王)                                         | ۲۳۴ ~ ۲۸۶              | پسر گه‌رو             | ویریه‌سونگ                       |
| ۹  |       | بویو چکگیه بویو چونگیه                  | 부여책계 (扶餘責稽) 부여청계 (扶餘靑稽)                                         | ؟ ~ ۲۹۸                | چکگیه چونگیه                       | 책계왕 (責稽王) 청계왕 (靑稽王)                                                         | ۲۸۶ ~ ۲۹۸              | پسر گوی              | ویریه‌سونگ                       |
| ۱۰ |       | بویو بونسو                              | 부여분서 (扶餘汾西)                                                             | ؟ ~ ۳۰۴                | بونسو                              | 분서왕 (汾西王)                                                                         | ۲۹۸ ~ ۳۰۴              | پسر چکگیه            | ویریه‌سونگ                       |
| ۱۱ |       | بویو بیریو                              | 부여비류 (扶餘比流)                                                             | ؟ ~ ۳۴۴                | بیریو                              | 비류왕 (比流王)                                                                         | ۳۰۴ ~ ۳۴۴              | پسر گوسو             | ویریه‌سونگ                       |
| ۱۲ |       | بویو گیه                                | 부여계 (扶餘契)                                                                 | ؟ – ۳۴۶                | گیه                                | 계왕 (契王)                                                                             | ۳۴۴ ~ ۳۴۶              | پسر بونسو            | ویریه‌سونگ                       |
| ۱۳ |       | بویو گو                                 | 부여구 (扶餘句)                                                                 | ۳۲۴ ~ ۳۷۵              | گون‌چوگو چوگو سوکگو جوگو            | 근초고왕 (近肖古王) 초고왕 (肖古王) 속고왕 (速古王) 조고왕 (照古王)                     | ۳۴۶ ~ ۳۷۵              | پسر بیریو            | ویریه‌سونگ                       |
| ۱۴ |       | بویو سو                                 | 부여수 (扶餘須)                                                                 | ؟ ~ ۳۸۴                | گون‌گوسو گون‌گویسو گویسو گویریو گوسو | 근구수왕 (近仇首王) 근귀수왕 (近貴首王) 귀수왕 (貴首王) 귀류왕 (貴流王) 구소왕 (久素王) | ۳۷۵ ~ ۳۸۴              | پسر گون‌چوگو          | ویریه‌سونگ                       |
| ۱۵ |       | بویو چیمنیو                             | 부여침류 (扶餘枕流)                                                             | ؟ – ۳۸۵                | چیمنیو                             | 침류왕 (枕流王)                                                                         | ۳۸۴ ~ ۳۸۵              | پسر گون‌گوسو          | ویریه‌سونگ                       |
| ۱۶ |       | بویو جینسا بویو هوی                     | 부여진사 (扶餘辰斯) 부여휘 (扶餘暉)                                             | ؟ ~ ۳۹۲                | جینسا                              | 진사왕 (辰斯王)                                                                         | ۳۸۵ ~ ۳۹۲              | پسر گون‌گوسو          | ویریه‌سونگ                       |
| ۱۷ |       | بویو آشین بویو آبانگ بویو آهوا بویو آمی | 부여아신 (扶餘阿莘) 부여아방 (扶餘阿芳) 부여아화 (扶餘阿花) 부여아미 (扶餘阿美) | ؟ ~ ۴۰۵                | آشین آبانگ آهوا آمی                | 아신왕 (阿莘王) 아방왕 (阿芳王) 아화왕 (阿花王) 아미왕 (阿美王)                         | ۳۹۲ ~ ۴۰۵              | پسر چیمنیو           | ویریه‌سونگ                       |
| ۱۸ |       | بویو یونگ بویو جون                      | 부여영 (扶餘映) 부여전 (扶餘腆)                                                 | ؟ ~ ۴۲۰                | جونجی جیکجی جینجی                  | 전지왕 (腆支王) 직지왕 (直支王) 진지왕 (眞支王)                                         | ۴۰۵ ~ ۴۲۰              | پسر آشین             | ویریه‌سونگ                       |
| ۱۹ |       | نامشخص                                  | نامشخص                                                                          | ؟ ~ ۴۲۷                | گوی‌شین                             | 구이신왕 (久爾辛王)                                                                     | ۴۲۰ ~ ۴۲۷              | پسر جونجی            | ویریه‌سونگ                       |
| ۲۰ |       | بویو بیو بویو بی                        | 부여비유 (扶餘毗有) 부여비 (扶餘毗)                                             | ؟ ~ ۴۵۵                | بیو پیریو                          | 비유왕 (毗有王) 피류왕 (避流王)                                                         | ۴۲۷ ~ ۴۵۵              | پسر گوی‌شین           | ویریه‌سونگ                       |
| ۲۱ |       | بویو گیونگ بویو گیونگسا                 | 부여경 (扶餘慶) 부여경사 (扶餘慶司)                                             | ؟ ~ ۴۷۵                | گه‌رو گون‌گه‌رو                       | 개로왕 (蓋鹵王) 근개루왕 (近蓋婁王)                                                     | ۴۴۵ ~ ۴۷۵              | پسر بیو              | ویریه‌سونگ                       |
| ۲۲ |       | بویو دو بویو مودو                       | 부여도 (扶餘都) 부여모도 (扶餘牟都)                                             | ؟ ~ ۴۷۷                | مونجو                              | 문주왕 (文周王)                                                                         | ۴۷۵ ~ ۴۷۷              | پسر گون‌گه‌رو          | ویریه‌سونگ از ۴۷۵ میلادی اونگجین |
| ۲۳ |       | بویو سامگون بویو سامگول بویو ایمگول     | 부여삼근 (扶餘三斤) 부여삼걸 (扶餘三乞) 부여임걸 (扶餘壬乞)                     | ۴۶۵ ~ ۴۷۹              | سامگون مون‌گون                      | 삼근왕 (三斤王) 문근왕 (文斤王)                                                         | ۴۷۷ ~ ۴۷۹              | پسر مونجو            | اونگجین                         |
| ۲۴ |       | بویو موده بویو ده بویو مامو بویو مالدا  | 부여모대 (扶餘牟大) 부여대 (扶餘大) 부여마모 (扶餘摩牟) 부여말다 (扶餘末多)     | ؟ ~ ۵۰۱                | دونگسونگ مالدا                     | 동성왕 (東城王) 말다왕 (末多王)                                                         | ۴۷۹ ~ ۵۰۱              | برادرزاده مونجو      | اونگجین                         |
| ۲۵ |       | بویو ساما بویو یانگ                     | 부여사마 (扶餘斯摩) 부여융 (扶餘隆)                                             | ۴۶۲ ~ ۵۲۳              | موریونگ ساما                       | 무령왕 (武寧王) 사마왕 (斯摩王)                                                         | ۵۰۱ ~ ۵۲۳              | پسر گون‌گه‌رو          | اونگجین                         |
| ۲۶ |       | بویو میونگنونگ بویو میونگ               | 부여명농 (扶餘明禯) 부여명 (扶餘明)                                             | ؟ ~ ۵۵۴                | سونگ میونگ سونگ‌میونگ               | 성왕 (聖王) 명왕 (明王) 성명왕 (聖明王)                                                 | ۵۲۳ ~ ۵۵۴              | پسر موریونگ          | اونگجین از ۵۳۸ میلادی سابی‌سونگ  |
| ۲۷ |       | بویو چانگ                               | 부여창 (扶餘昌)                                                                 | ۵۲۵ ~ ۵۹۸              | ویدوک چانگ                         | 위덕왕 (威德王) 창왕 (昌王)                                                             | ۵۵۴ ~ ۵۹۸              | پسر سونگ             | سابی‌سونگ                        |
| ۲۸ |       | بویو گیه                                | 부여계 (扶餘季)                                                                 | ؟ ~ ۵۹۹                | هیه هون                            | 혜왕 (惠王) 헌왕 (獻王)                                                                 | ۵۹۸ ~ ۵۹۹              | پسر سونگ             | سابی‌سونگ                        |
| ۲۹ |       | بویو سون بویو هیوسون                    | 부여선 (扶餘宣) 부여효순 (扶餘孝順)                                             | ؟ ~ ۶۰۰                | بوپ                                | 법왕 (法王)                                                                             | ۵۹۹ ~ ۶۰۰              | پسر هیه              | سابی‌سونگ                        |
| ۳۰ |       | بویو جانگ بویو سودونگ                   | 부여장 (扶餘璋) 부여서동 (扶餘薯童)                                             | ۵۸۰ ~ ۶۴۱              | مو موگانگ موگوانگ                  | 무왕 (武王) 무강왕 (武康王) 무광왕 (武廣王)                                             | ۶۰۰ ~ ۶۴۱              | پسر ویدوک            | سابی‌سونگ                        |
| ۳۱ |       | بویو اویجا                              | 부여의자 (扶餘義慈)                                                             | ۵۹۹ ~ ۶۶۰              | ندارد                              | ندارد                                                                                   | ۶۴۱ ~ ۶۶۰              | پسر مو               | سابی‌سونگ                        |

## گایا
| شماره | نام پادشاه | دوره زندگانی (میلادی) | نسبت با امپراتورهای قبلی  | دوره حکومت (میلادی) |
| ----- | ---------- | --------------------- | ------------------------- | ------------------- |
| ۱     | سورونگ     | ؟ - ۱۹۹               | بنیانگذار کنفدراسیون گایا | ۴۲–۱۹۹              |
| ۲     | گودونگ     | ؟ - ۲۵۹               | پسر سورونگ                | ۱۹۹–۲۵۹             |
| ۳     | ماپوم      | ؟ - ۲۹۱               | پسر گودونگ                | ۲۵۹–۲۹۱             |
| ۴     | گوجیلمی    | ؟ - ۳۴۶               | پسر ماپوم                 | ۲۹۱–۳۴۶             |
| ۵     | ایشیپوم    | ؟ - ۴۰۷               | پسر گوجیلمی               | ۳۴۶–۴۰۷             |
| ۶     | جواجی      | ؟ - ۴۲۱               | پسر ایشیپوم               | ۴۰۷–۴۲۱             |
| ۷     | چویهوی     | ؟ - ۴۵۱               | پسر جواجی                 | ۴۲۱–۴۵۱             |
| ۸     | جیلجی      | ؟ - ۴۹۲               | پسر چویهوی                | ۴۵۱–۴۹۲             |
| ۹     | گیومجی     | ؟ - ۵۲۱               | پسر جیلجی                 | ۴۹۲–۵۲۱             |
| ۱۰    | گوهیونگ    | ؟ - ۵۳۲               | پسر گیومجی                | ۵۲۱–۵۳۲             |

فهرستی از افراد حاکم بر کنفدراسیون گایا آورده‌شده است؛ کنفدراسیون گایا به شهرستان‌هایی مانند گئومگوان گایا یا دی گایا تقسیم می‌شد:

### پادشاهانگومگوان گایا
گومگوان گایا بخشی از کنفدراسیون گایا بود.
| #  | نام امپراتور | نام امپراتور        | دوره زندگانی (میلادی) | نسبت با امپراتورهای قبلی | دوره حکومت (میلادی) |
| #  | فارسی‌شده     | هانجا/هانگول        | دوره زندگانی (میلادی) | نسبت با امپراتورهای قبلی | دوره حکومت (میلادی) |
| -- | ------------ | ------------------- | --------------------- | ------------------------ | ------------------- |
| ۱  | سورونگ       | 수로왕 (首露王)     | ؟ - ۱۹۹               | مؤسس دودمان              | ۴۲–۱۹۹              |
| ۲  | گودونگ       | 거등왕 (居登王)     | ؟ - ۲۵۹               | پسر سورونگ               | ۱۹۹–۲۵۹             |
| ۳  | ماپوم        | 마품왕 (麻品王)     | ؟ - ۲۹۱               | پسر گودونگ               | ۲۵۹–۲۹۱             |
| ۴  | گوجیلمی      | 거질미왕 (居叱彌王) | ؟ - ۳۴۶               | پسر ماپوم                | ۲۹۱–۳۴۶             |
| ۵  | ایشیپوم      | 이시품왕 (伊尸品王) | ؟ - ۴۰۷               | پسر گوجیلمی              | ۳۴۶–۴۰۷             |
| ۶  | جواجی        | 좌지왕 (坐知王)     | ؟ - ۴۲۱               | پسر ایشیپوم              | ۴۰۷–۴۲۱             |
| ۷  | چویهوی       | 취희왕 (吹希王)     | ؟ - ۴۵۱               | پسر جواجی                | ۴۲۱–۴۵۱             |
| ۸  | جیلجی        | 질지왕 (銍知王)     | ؟ - ۴۹۲               | پسر چویهوی               | ۴۵۱–۴۹۲             |
| ۹  | گیومجی       | 겸지왕 (鉗知王)     | ؟ - ۵۲۱               | پسر جیلجی                | ۴۹۲–۵۲۱             |
| ۱۰ | گوهیونگ      | 구형왕 (仇衡王)     | ؟ - ۵۳۲               | پسر گیومجی               | ۵۲۱–۵۳۲             |

### پادشاهان دائه گایا
ته گایا (۴۲ الی ۵۶۲) یکی از ایالات کنفدراسیون گایا بود.
| #        | نام                  | نام                                        | دوران   |
| #        | فارسی‌شده             | هانجا/هانگول                               | دوران   |
| -------- | -------------------- | ------------------------------------------ | ------- |
| ۱        | ایجیناشی             | 이진아시왕 (伊珍阿豉王)                    | ۴۲ —؟   |
| ...      | ...                  | ···                                        | ...     |
| ۳ یا ۴   | گئومنیم              | 금림왕 (錦林王)                            | ؟ —؟    |
| ...      | ...                  | ···                                        | ...     |
| نامشخص   | هاجی                 | 하지왕 (荷知王)                            | ؟ —؟    |
| ...      | ...                  | ···                                        | ...     |
| ۶ یا ۷   | گاسیل                | 가실왕 (嘉悉王 or 嘉實王)                  | ؟ —؟    |
| ...      | ...                  | ···                                        | ...     |
| ۹        | اینوئه               | 이뇌왕 (異腦王)                            | ؟ —؟    |
| ۱۰ یا ۱۶ | وولگوانگ یا دوسئولجی | 월광태자 (月光太子) or 도설지왕 (道設智王) | ؟ — ۵۶۲ |

## شیلای متحد
| شماره | نام فارسی    | نام اصلی                  | فرنام (لقب)      | دوره زندگانی (میلادی) | نسبت با امپراتورهای قبلی           | دوره حکومت (میلادی) | پایتخت    |
| ----- | ------------ | ------------------------- | ---------------- | --------------------- | ---------------------------------- | ------------------- | --------- |
| ۱     | مونمو        | کیم بئوپ مین              | مونمو وانگ       | ۶۲۶–۶۸۱               | پسر موییل                          | ۶۶۱–۶۸۱             | سئورابئول |
| ۲     | سینمون       | کیم چه آونگ می یه آونگ    | سینمون وانگ      | ؟ - ۶۹۲               | پسر مونمو                          | ۶۸۱–۶۹۲             | سئورابئول |
| ۳     | هیوسو        | کیم ای گونگ               | هیوسو وانگ       | ۶۸۷–۷۰۲               | پسر سینمون                         | ۶۹۲–۷۰۲             | سئورابئول |
| ۴     | سونگدوک      | کیم گیم سونگ ووک          | سه آونگ دوک وانگ | ؟ - ۷۳۷               | پسر سینمون                         | ۷۰۲–۷۳۷             | سئورابئول |
| ۵     | هیوسونگ      | کیم سه آونگ گی یه اوم     | هیوسونگ وانگ     | ؟ - ۷۴۲               | پسر سونگدوک                        | ۷۳۷–۷۴۲             | سئورابئول |
| ۶     | گیونگدوک     | کیم هیو نی یه آونگ        | گیونگدوک وانگ    | ؟ - ۷۶۵               | پسر سونگدوک                        | ۷۴۲–۷۶۵             | سئورابئول |
| ۷     | هیه گونگ     | کیم گه اون آن             | هیه گونگ وانگ    | ۷۵۸–۷۸۰               | پسر گیونگدوک                       | ۷۶۵–۷۸۰             | سئورابئول |
| ۸     | سوندوک       | کیم یانگ سانگ             | سیون دی اوک وانگ | ؟ - ۷۸۵               | خواهرزاده گیونگدوک                 | ۷۸۰–۷۸۵             | سئورابئول |
| ۹     | وون سونگ     | کیم گیونگ سین             | وون سونگ وانگ    | ؟ - ۷۹۸               | از نسل نائمول                      | ۷۸۵–۷۹۸             | سئورابئول |
| ۱۰    | سوسونگ       | کیم جون آونگ              | سوسونگ وانگ      | ؟ - ۸۰۰               | نوه وون سونگ                       | ۷۹۸–۸۰۰             | سئورابئول |
| ۱۱    | آجانگ        | کیم چیونگ میونگ جانگ هیه  | آئه جانگ وانگ    | ۷۸۸–۸۰۹               | پسر سوسونگ                         | ۸۰۰–۸۰۹             | سئورابئول |
| ۱۲    | هوندوک       | کیم ای یون سی یه آونگ     | هوندوک وانگ      | ؟ - ۸۲۶               | برادر سوسونگ                       | ۸۰۹–۸۲۶             | سئورابئول |
| ۱۳    | هونگدوک      | کیم گی یئونگ هیه          | هونگ دئوک وانگ   | ۷۷۷–۸۳۶               | برادر هوندوک و سوسونگ              | ۸۲۶–۸۳۶             | سئورابئول |
| ۱۴    | هوی گانگ     | کیم جه ریونگ جیونگ        | هوی گانگ وانگ    | ؟ - ۸۳۸               | پسر نوه وون سونگ                   | ۸۳۶–۸۳۸             | سئورابئول |
| ۱۵    | مینائه       | کیم می یئونگ              | مینائه وانگ      | ۸۱۷–۸۳۹               | برادرزاده هونگدوک، هوندوک و سوسونگ | ۸۳۸–۸۳۹             | سئورابئول |
| ۱۶    | سینمو        | کیم آجینگ                 | سینمو وانگ       | ؟ - ۸۳۹               | پسر عموی هوی گانگ                  | ۸۳۹                 | سئورابئول |
| ۱۷    | مونسونگ      | کیم گیونگ ای یانگ         | مونسونگ وانگ     | ؟ - ۸۵۷               | پسر سینمو                          | ۸۳۹–۸۵۷             | سئورابئول |
| ۱۸    | هونان        | کیم ای جیونگ گیگ ای چیونگ | هه او نان وانگ   | ؟ - ۸۶۱               | برادر سینمو                        | ۸۵۷–۸۶۱             | سئورابئول |
| ۱۹    | گیونگ مون    | کیم آنگ ری یه اوم         | گیونگ مون وانگ   | ۸۴۱–۸۷۵               | نوه هوی گانگ                       | ۸۶۱–۸۷۵             | سئورابئول |
| ۲۰    | هونگانگ      | کیم چیون                  | هیون گانگ وانگ   | ۸۶۱–۸۸۶               | پسر گیونگ مون                      | ۸۷۵–۸۸۶             | سئورابئول |
| ۲۱    | جونگ گانگ    | کیم هوآگانگ               | جیونگ گانگ وانگ  | ۸۶۳–۸۸۷               | پسر گیونگ مون                      | ۸۸۶–۸۸۷             | سئورابئول |
| ۲۲    | ملکه جینسونگ | کیم مان وون               | جین سئونگ وانگ   | ۸۶۵–۸۹۷               | دختر گیونگ مون                     | ۸۸۷–۸۹۷             | گیونگجو   |
| ۲۳    | هیوگونگ      | کیم یو                    | هی یئو گونگ وانگ | ۸۸۳–۹۱۲               | پسر هونگانگ                        | ۸۹۷–۹۱۲             | گیونگجو   |
| ۲۴    | سیندوک       | باک گیونگ هیه             | سیندوک وانگ      | ؟ - ۹۱۷               | از نسل آدالا و شوهر خواهر هیوگونگ  | ۹۱۲–۹۱۷             | گیونگجو   |
| ۲۵    | گیونگ میونگ  | باک سئونگ یئونگ           | گیونگ میونگ وانگ | ؟ - ۹۲۴               | پسر سیندوک                         | ۹۱۷–۹۲۴             | گیونگجو   |
| ۲۶    | گیون گائه    | باک وی یئونگ              | گیون گائه وانگ   | ؟ - ۹۲۷               | پسر سیندوک                         | ۹۲۴–۹۲۷             | گیونگجو   |
| ۲۷    | گیونگسون     | کیم پو                    | گیونگسون وانگ    | ۸۹۷–۹۷۸               | خواهرزاده هیوگونگ                  | ۹۲۷–۹۳۵             | گیونگجو   |

## بالهه
| شماره | نام امپراتور | دوره زندگانی (میلادی) | نسبت با امپراتورهای قبلی | دوره حکومت (میلادی) | پایتخت                                                                                 |
| ----- | ------------ | --------------------- | ------------------------ | ------------------- | -------------------------------------------------------------------------------------- |
| ۱     | گو           | ؟ - ۷۱۹               | بنیانگذار بالهه          | ۶۹۸–۷۱۹             | کوهستان دانگمو                                                                         |
| ۲     | مو           | ؟ - ۷۳۷               | پسر گو                   | ۷۱۹–۷۳۷             | کوهستان دانگمو                                                                         |
| ۳     | مون          | ؟ - ۷۹۳               | پسر مو                   | ۷۳۷–۷۹۳             | کوهستان دانگمو از سال ۷۴۲ م جونگ گیونگ از سال ۷۵۶ م سانگ گیونگ از سال ۷۸۵ م دانگ گیونگ |
| ۴     | ته وونیی     | ؟ - ۷۹۳               | پسر مو                   | ؟ - ۷۹۳             | دانگ گیونگ                                                                             |
| ۵     | سونگ         | ؟ - ۷۹۴               | نوه مون                  | ۷۹۳–۷۹۴             | از سال ۷۹۳ سانگ گیونگ در استان هیلونگ‌جیانگ چین                                         |
| ۶     | گانگ         | ؟ - ۸۰۹               | پسر مون                  | ۷۹۴–۸۰۹             | سانگ گیونگ در استان هیلونگ‌جیانگ چین                                                    |
| ۷     | جونگ         | ؟ - ۸۱۲               | پسر گانگ                 | ۸۰۹–۸۱۲             | سانگ گیونگ در استان هیلونگ‌جیانگ چین                                                    |
| ۸     | هی           | ؟ - ۸۱۷               | پسر گانگ                 | ۸۱۲–۸۱۷             | سانگ گیونگ در استان هیلونگ‌جیانگ چین                                                    |
| ۹     | گان          | ؟ - ۸۱۸               | پسر گانگ                 | ۸۱۷–۸۱۸             | سانگ گیونگ در استان هیلونگ‌جیانگ چین                                                    |
| ۱۰    | سون          | ؟ - ۸۳۰               | از نسل برادر گو          | ۸۱۸–۸۳۰             | سانگ گیونگ در استان هیلونگ‌جیانگ چین                                                    |
| ۱۱    | ته ایجین     | ؟ - ۸۵۷               | نوه سون                  | ۸۳۰–۸۵۷             | سانگ گیونگ در استان هیلونگ‌جیانگ چین                                                    |
| ۱۲    | ته گونهوانگ  | ؟ - ۸۷۱               | برادر ته ایجین           | ۸۵۷–۸۷۱             | سانگ گیونگ در استان هیلونگ‌جیانگ چین                                                    |
| ۱۳    | ته هیونسوک   | ؟ - ۸۹۴               | نوه ته گونهوانگ          | ۸۷۱–۸۹۴             | سانگ گیونگ در استان هیلونگ‌جیانگ چین                                                    |
| ۱۴    | ته ویهه      | ؟ - ۹۰۶               | ---                      | ۸۹۴–۹۰۶             | سانگ گیونگ در استان هیلونگ‌جیانگ چین                                                    |
| ۱۵    | ته اینسون    | ؟ - ۹۲۶               | ---                      | ۹۰۶–۹۲۶             | سانگ گیونگ در استان هیلونگ‌جیانگ چین                                                    |

## بکجه جدید
| شماره | نام امپراتور | دوره زندگانی (میلادی) | نسبت با امپراتورهای قبلی   | دوره حکومت (میلادی) | پایتخت |
| ----- | ------------ | --------------------- | -------------------------- | ------------------- | ------ |
| ۱     | گیون هوون    | ۸۶۷–۹۳۶               | بنیانگذار دودمان بکجه جدید | ۹۰۰–۹۳۵             | جونجو  |
| ۲     | گیون شینگوم  | ؟ - ۹۳۶               | پسر گیون هوون              | ۹۳۵–۹۳۶             | جونجو  |

## ته‌بونگ
| شماره | نام پادشاه | دوره زندگانی (میلادی) | نسبت با پادشاه پیشین                        | دوره حکومت (میلادی) |
| ----- | ---------- | --------------------- | ------------------------------------------- | ------------------- |
| ۱     | گونگ یه    | ۸۶۹–۹۱۸               | پسر گیونگمون پادشاه شیلا و بنیانگذار ته‌بونگ | ۹۰۱–۹۱۸             |

## گوریو
| شماره | نام پادشاه | دوره زندگانی (میلادی) | نسبت با پادشاه پیشین  | دوره حکومت (میلادی) | یادداشت |
| ----- | ---------- | --------------------- | --------------------- | ------------------- | --- |
| ۱     | ته‌جو       | ۸۷۷–۹۴۳               | بنیانگذر دودمان گوریو | ۹۱۸–۹۴۳             | |
| ۲     | هیه‌جونگ    | ۹۱۲–۹۴۵               | پسر ته‌جو              | ۹۴۳–۹۴۵             | |
| ۳     | جونگجونگ   | ۹۲۳–۹۴۹               | پسر ته‌جو              | ۹۴۵–۹۴۹             | |
| ۴     | گوانگجونگ  | ۹۲۵–۹۷۵               | پسر ته‌جو              | ۹۴۹–۹۷۵             | |
| ۵     | گیونگجونگ  | ۹۵۵–۹۸۱               | پسر گوانگجونگ         | ۹۷۵–۹۸۱             | |
| ۶     | سونگجونگ   | ۹۶۰–۹۹۷               | نوه ته‌جو              | ۹۸۱–۹۹۷             | |
| ۷     | موکجونگ    | ۹۸۰–۱۰۰۹              | پسر گیونگجونگ         | ۹۹۷–۱۰۰۹            | |
| ۸     | هیونجونگ   | ۹۹۲–۱۰۳۱              | نوه ته‌جو              | ۱۰۰۹–۱۰۳۱           | |
| ۹     | دوکجونگ    | ۱۰۱۶–۱۰۳۴             | پسر هیونجونگ          | ۱۰۳۱–۱۰۳۴           | |
| ۱۰    | جونگجونگ   | ۱۰۱۸–۱۰۴۶             | پسر هیونجونگ          | ۱۰۳۴–۱۰۴۶           | |
| ۱۱    | مونجونگ    | ۱۰۱۹–۱۰۸۳             | پسر هیونجونگ          | ۱۰۴۶–۱۰۸۳           | |
| ۱۲    | سانجونگ    | ۱۰۴۷–۱۰۸۳             | پسر مونجونگ           | ؟ - ۱۰۸۳            | |
| ۱۳    | سونجونگ    | ۱۰۴۹–۱۰۹۴             | پسر مونجونگ           | ۱۰۸۳–۱۰۹۴           | |
| ۱۴    | هونجونگ    | ۱۰۸۴–۱۰۹۷             | پسر سونجونگ           | ۱۰۹۴–۱۰۹۵           | |
| ۱۵    | سوکجونگ    | ۱۰۵۴–۱۱۰۵             | پسر مونجونگ           | ۱۰۹۵–۱۱۰۵           | |
| ۱۶    | یه‌جونگ     | ۱۰۷۹–۱۱۲۲             | پسر سوکجونگ           | ۱۱۰۵–۱۱۲۲           | |
| ۱۷    | اینجونگ    | ۱۱۰۹–۱۱۴۶             | پسر یه‌جونگ            | ۱۱۲۲–۱۱۴۶           | |
| ۱۸    | اویجونگ    | ۱۱۲۷–۱۱۷۳             | پسر اینجونگ           | ۱۱۴۶–۱۱۷۰           | |
| ۱۹    | میونگجونگ  | ۱۱۳۱–۱۲۰۲             | پسر اینجونگ           | ۱۱۷۰–۱۱۹۷           | |
| ۲۰    | شینجونگ    | ۱۱۴۴–۱۲۰۴             | پسر اینجونگ           | ۱۱۹۷–۱۲۰۴           | |
| ۲۱    | هیجونگ     | ۱۱۸۱–۱۲۳۷             | پسر شینجونگ           | ۱۲۰۴–۱۲۱۱           | |
| ۲۲    | گانگجونگ   | ۱۱۵۲–۱۲۱۳             | پسر میونگجونگ         | ۱۲۱۱–۱۲۱۳           | |
| ۲۳    | گوجونگ     | ۱۱۹۲–۱۲۵۹             | پسر گانگجونگ          | ۱۲۱۳–۱۲۵۹           | |
| ۲۴    | وونجونگ    | ۱۲۱۴–۱۲۷۴             | پسر گوجونگ            | ۱۲۵۹–۱۲۷۴           | |
| ۲۵    | چونگنیول   | ۱۲۳۶–۱۳۰۸             | پسر وونجونگ           | ۱۲۷۴–۱۳۰۸           | تقریباً از زمان حکومت این پادشاه و بعد از آن قدرت خاندان سلطنتی ضعیف شد و به دست افرادی همچون دوک یسونگ گی یچول که از مغولان سلسله یوآن بودند افتاد. |
| ۲۶    | چونگسون    | ۱۲۷۵–۱۳۲۵             | پسر چونگنیول          | ۱۳۰۸–۱۳۱۳           | |
| ۲۷    | چونگسوک    | ۱۲۹۴–۱۳۳۹             | پسر چونگسون           | ۱۳۱۳–۱۳۳۰           | پس از رسیدن به امپراتوری در سال ۱۳۱۴ تا سال ۱۳۳۰ حکومت کرد ولی پس از این که پسرش چونگ هیه را در سال ۱۳۲۱ به دنیا آورد موقعیت ولیعهد سابق (الجایتو نوه امپراتور چونگ نیول) متزلزل شد به همین خاطر الجایتو با امپراتور یوآن یینگ زونگ برای عزل چونگ سوک همدست و چونگ سوک را در سال ۱۳۳۰ از حکومت برکنار و به تبت تبعید کردند.        |
| ۲۸    | چونگهیه    | ۱۳۱۵–۱۳۴۴             | پسر چونگسوک           | ۱۳۳۰–۱۳۳۲           | این پادشاه که در سال ۱۳۳۰ پس از برکناری پدرش برای به دست گرفتن حکومت توسط یینگ زونگ امپراتور یوآن به گوریو فرستاده شده بود سرانجام در سال ۱۳۳۲ توسط امپراتور یوآن بعدی تای دینگ از حکومت عزل و به یوآن فرستاده شد و پدرش مجدداً به پادشاهی رسید.                                                                                    |
| ۲۷    | چونگسوک    | ۱۲۹۴–۱۳۳۹             | پسر چونگسون           | ۱۳۳۲–۱۳۳۹           | این پادشاه که پس از عزل پسرش برای بار دوم به پادشاهی رسیده بود سرانجام در سال ۱۳۳۹ بر اثر بیماری درگذشت. |
| ۲۸    | چونگهیه    | ۱۳۱۵–۱۳۴۴             | پسر چونگسوک           | ۱۳۳۹–۱۳۴۴           | این پادشاه که پس از مرگ پدرش در سال ۱۳۳۹ و برای بار دوم به پادشاهی رسیده بود تمام اوقات خود را به عیاشی و خوشگذرانی می‌گذراند. سرانجام عیاشی‌های این پادشاه سبب نفرت مردم و تعدادی از مقامات از وی شد و سرانجام وی در سال ۱۳۴۴ از حکومت عزل و به شهرستان یوئانگ در یوآن تبعید شد و در آن جا به خاطر خوردن نارنگی مسمومی از دنیا رفت. |
| ۲۹    | چونگموک    | ۱۳۳۷–۱۳۴۸             | پسر چونگهیه           | ۱۳۴۴–۱۳۴۸           | |
| ۳۰    | چونگجونگ   | ۱۳۳۸–۱۳۵۱             | پسر چونگهیه           | ۱۳۴۸–۱۳۵۱           | در ده سالگی دوک یسونگ گی یچول او را به امپراتوری رساند و در سیزده سالگی دوک یسونگ گی یچول او را از حکومت عزل و با زهر مسموم کرد. در قسمتی از سریال سرنوشت لحظه مسموم شدن و مرگ این پادشاه توسط دوک یسونگ گی یچول به نمایش درآمده است.                                                                                              |
| ۳۱    | گونگمین    | ۱۳۳۰–۱۳۷۴             | پسر چونگسوک           | ۱۳۵۱–۱۳۷۴           | از کودکی در یوآن بزرگ شده بود. موضوع اصلی سریال سرنوشت در مورد تاج گذاری این امپراتور بود. |
| ۳۲    | او         | ۱۳۶۵–۱۳۸۹             | پسر گونگمین           | ۱۳۷۴–۱۳۸۸           | |
| ۳۳    | چانگ       | ۱۳۸۱–۱۳۸۹             | پسر او                | ۱۳۸۸–۱۳۸۹           | |
| ۳۴    | گونگیانگ   | ۱۳۴۵–۱۳۹۴             | از نسل شینجونگ        | ۱۳۸۹–۱۳۹۲           | |

## پادشاهی چوسان
پادشاهی چوسان (۱۳۹۲–۱۹۱۰) بعد از گوریو به قدرت رسید و در سال ۱۸۹۷، زمانی که چوسان به امپراتوری کره تبدیل شد، برخی از پادشاهان چوسون پس از مرگ به رتبه امپراتوری ارتقا یافتند.
پادشاهان چوسان نام معابدی داشتند که به «جو» یا «جونگ» ختم می‌شد. جو به اولین پادشاهان/امپراتوران سلسله جدید در داخل سلسله داده شد، با اولین پادشاه/امپراتور نام ویژه (تائجو) که به معنای "پدر بزرگ" است (همچنین به []گوریو]] مراجعه کنید). جونگ به همه پادشاهان/امپراتورهای دیگر داده شد.
دو پادشاه، یونسانگون و گوانگ‌هیگون، پس از پایان دوره سلطنتشان نام معبدی به آنها داده نشد.
هر پادشاه نامی پس از مرگ داشت که شامل عنوانش وانگ ("شاه")، هوانگجه ("امپراتور")، دووانگ ("پادشاه X بزرگ")، یا "دائجه" ("امپراتور X بزرگ") بود.  به منظور ثبات، عنوان "شاه/امپراتور" به نام معبد هر پادشاه در لیست زیر اضافه شده است.
| شماره | نام امپراتور | دوره زندگانی (میلادی) | نسبت با امپراتورهای قبلی                | دوره حکومت (میلادی) |
| ----- | ------------ | --------------------- | --------------------------------------- | ------------------- |
| ۱     | تائجو        | ۱۳۳۵–۱۴۰۸             | مؤسس سلسله چوسان                        | ۱۳۹۲–۱۳۹۸           |
| ۲     | جونگ‌جونگ     | ۱۳۵۷–۱۴۱۹             | پسر تائجو                               | ۱۳۹۸–۱۴۰۰           |
| ۳     | تائجونگ      | ۱۳۶۷–۱۴۲۲             | پسر تائجو                               | ۱۴۰۰–۱۴۱۸           |
| ۴     | سجونگ کبیر   | ۱۳۹۷–۱۴۵۰             | پسر تائجونگ                             | ۱۴۱۸–۱۴۵۰           |
| ۵     | مونجونگ      | ۱۴۱۴–۱۴۵۲             | پسر سجونگ کبیر                          | ۱۴۵۰–۱۴۵۲           |
| ۶     | دانجونگ      | ۱۴۴۱–۱۴۵۷             | پسر مونجونگ                             | ۱۴۵۲–۱۴۵۵           |
| ۷     | سجو          | ۱۴۱۷–۱۴۶۸             | پسر سجونگ کبیر                          | ۱۴۵۵–۱۴۶۸           |
| ۸     | یجونگ        | ۱۴۵۰–۱۴۶۹             | پسر سجو                                 | ۱۴۶۸–۱۴۶۹           |
| ۹     | سونگ‌جونگ     | ۱۴۵۷–۱۴۹۴             | برادرزاده یجونگ                         | ۱۴۶۹–۱۴۹۴           |
| ۱۰    | یوسانگون     | ۱۴۷۶–۱۵۰۶             | پسر سونگ جونگ                           | ۱۴۹۴–۱۵۰۶           |
| ۱۱    | چونگ‌جونگ     | ۱۴۸۶–۱۵۴۴             | پسر سونگ‌جونگ                            | ۱۵۰۶–۱۵۴۴           |
| ۱۲    | اینجونگ      | ۱۵۱۵–۱۵۴۵             | پسر چونگ‌جونگ                            | ۱۵۴۴–۱۵۴۵           |
| ۱۳    | میونگ‌جونگ    | ۱۵۳۴–۱۵۶۷             | پسر چونگ‌جونگ                            | ۱۵۴۵–۱۵۶۷           |
| ۱۴    | سونجو        | ۱۵۵۲–۱۶۰۸             | برادرزاده اینجونگ و میونگ‌جونگ           | ۱۵۶۷–۱۶۰۸           |
| ۱۵    | گوانگ‌هیگون   | ۱۵۷۵–۱۶۴۱             | پسر سونجو                               | ۱۶۰۸–۱۶۲۳           |
| ۱۶    | اینجو        | ۱۵۹۵–۱۶۴۹             | برادرزاده گوانگ‌هیگون                    | ۱۶۲۳–۱۶۴۹           |
| ۱۷    | هیوجونگ      | ۱۶۱۹–۱۶۵۹             | پسر اینجو                               | ۱۶۴۹–۱۶۵۹           |
| ۱۸    | هیونجونگ     | ۱۶۴۱–۱۶۷۴             | پسر هیوجونگ                             | ۱۶۵۹–۱۶۷۴           |
| ۱۹    | سوکجونگ      | ۱۶۶۱–۱۷۲۰             | پسر هیونجونگ                            | ۱۶۷۴–۱۷۲۰           |
| ۲۰    | گیونگ‌جونگ    | ۱۶۸۸–۱۷۲۴             | پسر سوکجونگ                             | ۱۷۲۰–۱۷۲۴           |
| ۲۱    | یونگ‌جو       | ۱۶۹۴–۱۷۷۶             | پسر سوکجونگ                             | ۱۷۲۴–۱۷۷۶           |
| ۲۲    | جئونگجو      | ۱۷۵۲–۱۸۰۰             | نوه یونگجو                              | ۱۷۷۶–۱۸۰۰           |
| ۲۳    | سانجو        | ۱۷۹۰–۱۸۳۴             | پسر جونگ‌جو                              | ۱۸۰۰–۱۸۳۴           |
| ۲۴    | هونجونگ      | ۱۸۲۷–۱۸۴۹             | نوه سانجو                               | ۱۸۳۴–۱۸۴۹           |
| ۲۵    | چول‌جونگ      | ۱۸۳۱–۱۸۶۳             | نوه برادر جونگ‌جو و فرزندخوانده هیونجونگ | ۱۸۴۹–۱۸۶۳           |
| ۲۶    | گوجونگ       | ۱۸۵۲–۱۹۱۹             | از نسل اینجو و فرزندخوانده چول‌جونگ      | ۱۸۶۳–۱۹۰۷           |

## امپراتوری کره
| شماره | تصویر | نام امپراتور | دوره زندگانی (میلادی) | نسبت با امپراتورهای قبلی           | دوره حکومت (میلادی) |
| ----- | ----- | ------------ | --------------------- | ---------------------------------- | ------------------- |
| ۱     |       | گوجونگ       | ۱۸۵۲–۱۹۱۹             | از نسل اینجو و فرزندخوانده چول‌جونگ | ۱۸۹۷–۱۹۰۷           |
| ۲     |       | سونجونگ      | ۱۸۷۴–۱۹۲۶             | پسر گوجونگ                         | ۱۹۰۷–۱۹۱۰           |

## استعمار ژاپن
| شماره | تصویر | نام امپراتور | دوره زندگانی (میلادی) | نسبت با امپراتورهای قبلی | دوره حکومت (میلادی) |
| ----- | ----- | ------------ | --------------------- | ------------------------ | ------------------- |
| ۱     |       | میجی         | ۱۸۵۲–۱۹۱۲             | امپراتور ژاپن            | ۱۹۱۰–۱۹۱۲           |
| ۲     |       | تایشو        | ۱۸۷۹–۱۹۲۶             | پسر میجی                 | ۱۹۱۲–۱۹۲۶           |
| ۳     |       | شووا         | ۱۹۰۱–۱۹۸۹             | پسر تایشو                | ۱۹۲۶–۱۹۴۵           |

## تقسیم کره
تقسیم کره به کره شمالی و کره جنوبی از پیروزی متفقین در جنگ دوم جهانی در سال ۱۹۴۵ و پایان ۳۵ سال سلطهٔ ژاپن بر کره نشأت گرفت. در طرحی که قریب به اتفاق کره‌ای‌ها با آن مخالف بودند، ایالات متحده آمریکا و اتحاد جماهیر شوروی توافق کردند که قیمومیت موقت کشور را از محل مدار ۳۸ درجه، برعهده گیرند. هدف از طرح قیمومیت کمک به ایجاد یک دولت موقت کره‌ای بود که «در موعدی مقرر مستقل و آزاد» شود. اما اگرچه تاریخ برگزاری انتخابات هم مشخص شده بود، اتحاد جماهیر شوروی از همکاری با برنامه‌های سازمان ملل متحد برای برگزاری انتخابات آزاد و عمومی در دو کره سر باز زد و در نتیجهٔ آن، یک دولت کمونیست تحت حمایت اتحاد جماهیر شوروی به‌طور دائم در شمال تأسیس شد و یک دولت طرفدار غرب در جنوب. دو ابرقدرت از رهبران متفاوتی جانبداری کردند. دو دولت مجزا در کشور برقرار شد که هر یک مدعی زمامداری تمام شبه‌جزیره بودند.
در نتیجهٔ جنگ کره (۱۹۵۳–۱۹۵۰) دو کرهٔ مجزا بر جا ماند.